# Trehörningen (Sillhövda socken, Blekinge)
Trehörningen är en sjö i Karlskrona kommun i Blekinge och ingår i Nättrabyåns huvudavrinningsområde. Sjön är 5 meter djup, har en yta på 0,25 kvadratkilometer och befinner sig 106,1 meter över havet.

## Delavrinningsområde
Trehörningen ingår i det delavrinningsområde (626212-148334) som SMHI kallar för Inloppet i Östra Kalven. Medelhöjden är 113 meter över havet och ytan är 17,06 kvadratkilometer. Det finns inga avrinningsområden uppströms utan avrinningsområdet är högsta punkten. Vattendraget som avvattnar avrinningsområdet har biflödesordning 2, vilket innebär att vattnet flödar genom totalt 2 vattendrag innan det når havet efter 44 kilometer. Avrinningsområdet består mestadels av skog (70 %) och öppen mark (12 %). Avrinningsområdet har 1,04 kvadratkilometer vattenytor vilket ger det en sjöprocent på 6,1 %.